# 英國社會學期刊
《英國社會學期刊》（The British Journal of Sociology）是一份1950年起出版的英國社會學學術期刊，由倫敦政治經濟學院發行、Wiley Blackwell出版，現任主編是倫敦政經學院社會學教授唐·史萊特（Don Slater）。該期刊與《社會學》、《社會學評論》並列為英國三大最具有學術聲望的社會學期刊。

## 外部連結
- 《英國社會學期刊》在出版社官網上的介紹 （页面存档备份，存于） （英文）